# Álvaro Santos Pereira
Álvaro Miguel Rodrigues dos Santos Pereira GCIH (Viseu, 7 de janeiro de 1972) é um economista, jornalista e romancista português. Em 21 de Junho de 2011 tomou posse como Ministro da Economia e do Emprego no XIX Governo Constitucional de Portugal.

## Biografia
Licenciou-se em Economia pela Faculdade de Economia da Universidade de Coimbra. Doutorou-se em Economia pela Simon Fraser University, em Vancouver.
Foi docente na Simon Fraser University e professor visitante na University of British Columbia. Entre 2000 e 2004, ensinou no departamento de Economia da University of British Columbia. Entre 2004 e 2007, foi docente no departamento de Economia da Universidade de York, onde leccionou Economia Europeia e Desenvolvimento Económico.
Foi colunista no jornal Público. Desde 2001, colaborou regularmente com o Diário de Notícias e o Diário Económico, e escreveu ocasionalmente para o Expresso, a revista Exame e o Jornal de Notícias.
É autor do blogue "Desmitos".
Em 21 de Junho de 2011 tomou posse como Ministro da Economia e do Emprego no XIX Governo Constitucional de Portugal por Pedro Passos Coelho.
Um dos seus primeiros atos foi a quebra do formalismo no seu próprio tratamento, pedindo que, em vez de Ministro, fosse tratado simplesmente por Álvaro.
Em Janeiro de 2012, numa conferência organizada pelo jornal Diário de Notícias, sugeriu a internacionalização do comércio dos pastéis de nata, sugestão que foi alvo de grande polémica. Desde a sua tomada de posse efetuou diversos cortes na gestão do seu Ministério, suspendendo a construção do TGV, para chegar a acordo com um transporte de mercadorias de alta velocidade e, entre outras medidas, cortou nas rendas da energia, introduziu uma nova Lei da Concorrência, para além de ter promovido um acordo de concertação social com a UGT. Tentou promover os investimentos mineiros e apelou à reindustrialização do país. Uma das suas últimas conferências de imprensa foi ao lado de Vítor Gaspar, para anunciar o "momento do investimento". Como derradeiro ato enquanto ministro da Economia, retirou à Portugal Telecom o serviço universal de telecomunicações.
Devido à situação de intervenção de ajuda externa, o seu Ministério perdeu gradualmente competências em favor doutras pastas. Assim, as Privatizações e as Parcerias Público-Privadas foram entregues a António Borges, as medidas para dinamizar o emprego jovem ficam a cargo do Ministro dos Assuntos Parlamentares e de Miguel Relvas, o acordo na Concertação Social foi feito por um negociador da confiança do Primeiro-Ministro, as verbas dos fundos comunitários do Quadro de Referência Estratégico Nacional (QREN) ficaram a cargo do Ministério das Finanças e de Vítor Gaspar (passando a integrar uma Comissão de Gestão chefiada por Vítor Gaspar e do qual fazem também parte, por esta ordem, Paulo Portas, Miguel Macedo, Álvaro dos Santos Pereira, Assunção Cristas, Nuno Crato e Pedro Mota Soares) e a Economia para as questões externas ficou entregue ao Ministério dos Negócios Estrangeiros e a Paulo Portas.
Foi apontado como o próximo Embaixador de Portugal na OCDE, em Março de 2012.
A 12 de Fevereiro de 2016 foi agraciado com a Grã-Cruz da Ordem do Infante D. Henrique.

## Obras publicadas
- Diário de um Deus Criacionista (romance)
- O Medo do Insucesso Nacional
- Os Mitos da Economia Portuguesa
- Portugal na Hora da Verdade
- Reformar Sem Medo - Um Independente no Governo de Portugal